# Henriette Sjöberg

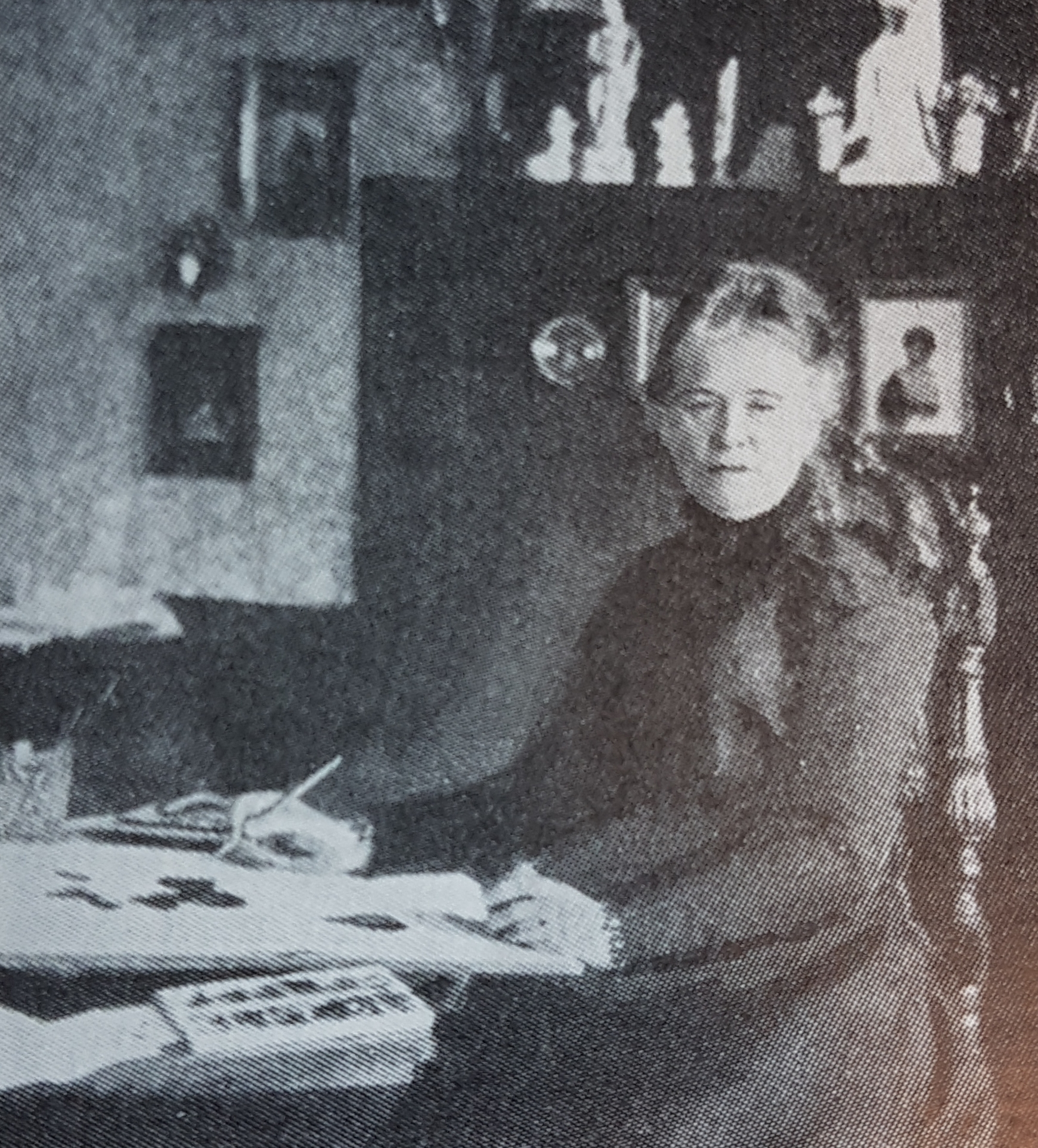
Henriette Sjöberg, Fotokopie eines Porträts

Wilhelmina Henrietta (Henriette) Sofia Sjöberg (* 6. April 1842 in Linköping; † 6. Februar 1915 in Stockholm) war eine schwedische Künstlerin, Illustratorin und Lehrerin.

## Biografie
Sjöbergs Familie zog kurze Zeit nach ihrer Geburt nach Stockholm, wo sie ab 1859 eine Handwerksschule besuchte. Im Zusammenhang mit ihrer 10-jährigen Ausbildung erhielt sie eine Bronze- und eine Silbermedaille für ihre Zeichnungen und Gravuren. Danach war sie bis 1875 bei einer lithografischen Manufaktur angestellt, wo sie mit dem Botaniker Nils Johan Andersson bekannt wurde, der sie verschiedene Pflanzenabbildungen herstellen ließ, die unter anderem in der Zeitschrift der schwedischen Gartenvereinigung publiziert wurden.
Zwischen 1880 und 1896 war Sjöberg in einem Projekt aktiv, das sich mit den in Schweden verwendeten Kulturpflanzen beschäftigte. In diesem Projekt entstanden ungefähr 400 Bildtafeln, die jedoch nicht als Einheit veröffentlicht wurden, da die rasanten Züchtungserfolge ein komplettes Werk unmöglich machten. Sjöberg schuf dafür hauptsächlich Aquarelle von Getreide, obwohl auch Darstellungen von Kartoffeln, Rüben, Karotten, Beeren und anderen Pflanzen entstanden. Ihre Arbeiten befinden sich teilweise im Nordiska Museet oder in verschiedenen privaten Sammlungen. Von einigen, der zu dieser Zeit genutzten Kartoffelsorten, schuf sie die einzigen erhaltenen Abbildungen.
Bis 1912 arbeitete Sjöberg für das Werk Svenska fruktsorter i färglagda afbildningar (Schwedische Fruchtsorten in farbigen Abbildungen), das als Einzelhefte, als Buch und als Schultafeln erschien. Ab 1901 und bis zu ihrer Pensionierung war Sjöberg zusätzlich als Zeichenlehrer bei der Königlichen Landwirtschaftsakademie angestellt. Dort half sie den Chemikerinnen Märta Rubin und Eva Nordenskiöld bei den Illustrationen für ihre Veröffentlichungen.
Nach ihrem Tod wurde Sjöberg auf dem Norra begravningsplatsen beigesetzt.